# 庫伊達克 (亞利桑那州)
庫伊達克（英語：Lui Tatk）是位於美國亞利桑那州皮馬縣的一個非建制地區。該地的面積和人口皆未知。

## 地理
庫伊達克的座標為32°02′18″N 112°04′52″W / 32.03833°N 112.08111°W，而該地的平均海拔高度為623米（即2044英尺）。